# Estadio Evandro Almeida
El Estadio Evandro Almeida popularmente conocido como Baenão, es un estadio de fútbol ubicado en la ciudad de Belém, estado de Pará, Brasil. Tiene una capacidad para 14 000 personas y es el campo del Clube do Remo, equipo que disputa el Campeonato Paraense y la Serie B de Brasil.  
Recibe el nombre en homenaje a Evandro Almeida, exfutbolista y dirigente del club. Su apodo de Baenão hace referencia al barrio en que se encuentra ubicado, la Travessa Antônio Baena.

## Historia
El estadio fue inaugurado el 15 de agosto de 1917 (fecha del 6.º aniversario del Clube do Remo) con el nombre de Campo de Esportes do Clube do Remo en un partido entre el equipo de la Reserva Naval y una selección formada por jugadores de la Liga Paraense de Foot-Ball. Sus dimensiones eran entonces de 110 metros de largo por 70 de ancho, con una grada que podía albergar a 2.500 espectadores según un artículo del 13 de agosto de 1917 del diario A Folha do Norte.
El primer partido del Clube do Remo en el estadio tuvo lugar poco menos de un mes después, el 2 de septiembre de 1917 en la victoria por 3-1 ante el Panther, otro equipo de la ciudad (los goleadores del Remo fueron Dudu, Chermont y Djalma).
El estadio fue renovado por primera vez en 1935, el partido de reinauguración se lleva a cabo el 26 de mayo de 1935 durante un derbi estadual Re-Pa entre Remo y Paysandú (victoria de Remo por 5-4).
El récord de asistencia al estadio es de 33.487 espectadores, en la victoria del Clube do Remo por 5-1 ante su clásico rival Paysandu Sport Club el 7 de septiembre de 1976, partido válido por el Campeonato Brasileño de Fútbol 1976. 